# Szkoła dla drani (film 2006)
Szkoła dla drani (ang. School for Scoundrels) – amerykańska komedia romantyczna z 2006 roku na podstawie powieści Stephena Pottera. Film jest remakiem brytyjskiej komedii z 1960 roku.

## Fabuła
Roger pracuje jako parkingowy w Nowym Jorku, jest kompletnym nieudacznikiem. Poza tym nie radzi sobie z dziewczynami, jest niepewny siebie, a jakby było tego mało to kompletny tchórz. Aby zmienić swój marny los, zapisuje się do „szkoły dla oferm”, którą prowadzi dr P i jego asystent Lesher. Tam Roger ma zmienić się w prawdziwego faceta. Dr P stosuje bardzo niekonwencjonalne, ale skuteczne metody nauczania.

## Obsada
- Billy Bob Thornton – dr P
- Jon Heder – Roger
- Jacinda Barrett – Amanda
- Michael Clarke Duncan – Lesher
- Sarah Silverman – Becky
- David Cross – Ian
- Matt Walsh – Walsh
- Horatio Sanz – Diego
- Todd Louiso – Eli
- Jon Glaser – Ernie
- Paul Scheer – Mały Pete
- Ben Stiller – Lonnie
- Luis Guzman – sierżant Moorehead
- Dan Fogler – Zack
- DeRay Davis – Bee Bee
- Omar J. Dorsey – Lawrence
- Marcella Lowery – pani Washington
- Joanne Baron – Lois

i inni